# Edin Julardžija
Edin Julardžija, né le 21 janvier 2001 à Zagreb en Croatie, est un footballeur croate qui évolue au poste de milieu offensif au NŠ Mura.

## Biographie

### En club
Natif de Zagreb en Croatie, Edin Julardžija est originaire de Bosnie-Herzégovine, son père étant originaire de Jajce avant de déménager en Croatie. Julardžija est formé par l'un des plus grands clubs du pays, le Dinamo Zagreb, où il est très vite considéré comme l'un des joueurs les plus prometteurs. Très jeune il intéresse de nombreux clubs européens, dont le Chelsea FC qui fait une offre pour le recruter en 2014. Offre rejetée par le jeune joueur, qui préfère rester dans le club de ses débuts.
Avec les jeunes du Dinamo, il participe au bon parcours de son équipe en Youth League, celle-ci éliminant les jeunes du Bayern Munich le 4 mars 2020 aux tirs au but, se qualifiant ainsi pour les quarts de finales.
Le 1er avril 2020 Edin Julardžija signe son premier contrat professionnel avec son club formateur,.
Il joue son premier match en professionnel le 18 juillet 2020, en entrant en jeu à la place de Lovro Majer lors d'une rencontre de championnat face au NK Istra (0-0).
Il devient Champion de Croatie en 2020, le club étant sacré officiellement pour la 21e fois à l'issue de la 30e journée.
Le 10 février 2021 il est prêté jusqu'à la fin de la saison au NK Slaven Belupo. 
En juillet 2021 il est à nouveau prêté, cette fois-ci au HNK Šibenik. 
Edin Julardžija quitte définitivement le Dinamo Zagreb à l'été 2022, sans avoir jamais vraiment eut sa chance en équipe première, et s'engageant en faveur du HNK Gorica le 21 juin 2022. Il signe un contrat de quatre ans, soit jusqu'en juin 2026. 
En août 2023, Edin Julardžija rejoint le FK Sarajevo, en Bosnie-Herzégovine.
Le 3 septembre 2024, Julardžija est prêté pour une saison au NŠ Mura.

## Palmarès
Dinamo Zagreb
- Championnat de Croatie (1) :
  - Champion : 2019-20.